# Ocotea guatemalensis
Ocotea guatemalensis là loài thực vật có hoa trong họ Nguyệt quế. Loài này được Lundell miêu tả khoa học đầu tiên năm 1977.